# 山蛇床阿魏
山蛇床阿魏（学名：Ferula kirialovii）是伞形科阿魏属的植物。分布在俄罗斯以及中国大陆的新疆等地，生长于海拔1,500米的地区，常生于砾石质草坡及灌木丛中，目前尚未由人工引种栽培。

## 异名
- Ferula pseudooreoselinum auct. non (Regel et Schmalh.) K.-Pol.